# Rodrigo Vásquez Schroder
Pour les articles homonymes, voir Vásquez (homonymie).
Rodrigo Vásquez Schroder est un joueur d'échecs chilien né le 6 décembre 1969 au Chili et grand maître international depuis 2004.
Au 1er septembre 2022, il est le deuxième joueur chilien avec un classement Elo de 2 518 points.

## Biographie et carrière
Rodrigo Vásquez Schroder a remporté cinq fois le championnat chilien : en 1989-1990. 1992-1993, 2004-2005, 2009-2010 et 2013.
Lors du premier tour du Championnat du monde de la Fédération internationale des échecs 2000, il fut battu par le Canadien Alexandre Le Siège (0-2). Lors du premier tour du Championnat du monde de la Fédération internationale des échecs 2004, il fut battu par l'Espagnol Francisco Vallejo Pons (2,5-3,5 après départages en parties rapides et blitz).
En 2004, il finit premier ex æquo du championnat open des États-Unis (US Open)
Lors de la Coupe du monde d'échecs 2005, il perdit au premier tour face au Russe Ievgueni Bareïev (0,5-1,5). 
Il a été sélectionné dans l'équipe du Chili lors de sept olympiades d'échecs de 1990 à 2016 (il jouait au premier échiquier en 1998 et 2014),.